# Britney Spears Live from Las Vegas
Britney Spears Live from Las Vegas — четвёртый DVD сборник поп-певицы Бритни Спирс, выпущенный 22 января 2002 года. Записанный на протяжении тура Dream Within a Dream Tour Спирс в 2001—2002 годах в MGM Grand Garden Arena, Лас-Вегас, впервые появился на канале HBO. Бритни Спирс исполнила 16 песен.
DVD дебютировал на первом месте в США и стал дважды платиновым. Во Франции диск также стал платиновым.

## Особенности DVD

### Техническая сторона
- Доступные субтитры: Английские
- Доступные звуковые дорожки: Английская (Dolby Digital 5.1), Английская (Dolby Digital 2.0 Стерео)
- Доступные звуковые дорожки: Русский перевод между песнями телеканал НТВ

### Содержание
- Oops!… I Did It Again
- (You Drive Me) Crazy
- Overprotected
- Medley: Born to Make You Happy/Lucky/Sometimes
- Boys
- Stronger
- I’m Not a Girl, Not Yet a Woman
- I Love Rock ’n’ Roll
- What’s It’s Like to Be Me
- Lonely
- Don’t Let Me Be the Last to Know
- Anticipating
- I’m a Slave 4 U
- …Baby One More Time

## Позиции в чартах
| Чарт (2002)                  | Высшая Позиция |
| ---------------------------- | -------------- |
| Australian Music DVD (ARIA)  | 1              |
| Mexican Music DVD (AMPROFON) | 1              |
| US Music Videos (Billboard)  | 1              |

## Сертификации
| Регион                                                      | Сертификация  | Продажи  |
| ----------------------------------------------------------- | ------------- | -------- |
| Франция (SNEP)                                              | Платиновый    | 20,000*  |
| Австралия (ARIA)                                            | Платиновый    | 15,000^  |
| Мексика (AMPROFON)                                          | Золотой       | 10,000^  |
| США (RIAA)                                                  | 2× Платиновый | 200,000^ |
| ^ Данные о тиражах приведены только на основе сертификации. |               |          |